# Тамното
Тамното (грч. Θαμνωτό) је насељено место у општини Паранести у периферији Источна Македонија и Тракија, Грчка. Према попису из 2021. године било је 12 становника.
Тамното је некада било турско село које је напуштено. Обновљено је 1923. године када је насељено око 20 грчких избегличких породица, којих је на попису из 1928. године било 70. Село се раније звало Бурнаџик.